# Bohème populaire
La bohème populaire est une notion sociologique développée par les sociologues Gérard Mauger et Claude Poliak dans les années 1970 pour décrire alors le phénomène contre-culturel, non-violent  et anti-consumériste des « baba-cool » et des communautés post-hippies qui touchait également les milieux populaires,.
Dans l'ouvrage Les Bandes, le Milieu et la Bohème populaire, Gérard Mauger identifie de nouvelles formes de « bohème populaire » chez les jeunes des classes populaires issus des « cités » : notamment la « culture hip-hop » mais également les conversions dans le style de vie ascétique de la religion musulmane. Il observe néanmoins que les valeurs de ces pratiques ont changé : là où hier elles s'inscrivaient dans l'opposition à la violence et aux valeurs dominantes (contre-culture), elles sont désormais davantage traversées par les valeurs guerrières de virilité, les valeurs économiques et consuméristes. 